# Schrankia kalchbergi
Schrankia kalchbergi là một loài bướm đêm trong họ Erebidae.